# Castel del Rio
Castel del Rio (emilián nyelven Castèl d Rî) település Olaszországban, Emilia-Romagna régióban, Bologna megyében. Lakosainak száma 1200 fő (2023. január 1.). Castel del Rio Casalfiumanese, Casola Valsenio, Firenzuola, Fontanelice, Monterenzio és Palazzuolo sul Senio községekkel határos.

## Népesség
A település lakossága az elmúlt években az alábbi módon változott:
| Lakosok száma | 1233 | 1209 | 1200 |
|               | 2008 | 2018 | 2023 |